# La perla del mercader
La perla del mercader o Marchand d' esclaves, es una pintura de 1884 considerada como una de las más importantes realizadas por el pintor chileno Alfredo Valenzuela Puelma (1859-1909). Conservada en el Museo de Bellas Artes de Chile este la describe como: "una de las pinturas más emblemáticas del arte chileno, por el notable dominio del dibujo y el tratamiento riguroso de la línea, donde el color permanece subordinado a los límites del contorno de las figuras." 
En esta obra aparece una mujer desnuda y sentada, cubriéndose el rostro con los brazos, mientras un hombre con indumentaria árabe descubre el velo trasparente que la tapa, al mismo tiempo que parece ofrecerla al público. El exotismo de la escena remite a una posible influencia de la corriente orientalista española de fines del siglo XIX y principios del XX. Resulta destacable el tratamiento del color y la luz en toda la pintura, y en particular en el cuerpo de la mujer, donde a través del uso de rojos, verdes, blancos, amarillos y marrones, logra representar la textura y materialidad de la piel".
Valenzuela Puelma es calificado por historiadores y contemporáneos como un artista incomprendido de carácter temperamental, de tendencias anticlericales y conflictivo políticamente hablando, lo que en vida le valió variados problemas. Su reconocimiento como artista solo se dio en el Viejo Continente puesto que en Chile sus obras más famosas fueron criticadas por los miembros más conservadores de la sociedad como así también por la Iglesia y los grupos feministas. Tales fueron los casos de los óleos "La ninfa de las cerezas" y "La perla del mercader".
Tras cuatro años en Francia regresó a Chile por adelantado debido a una enfermedad que lo aquejaba. De regreso en Chile y con la fama cobrada en Francia debido al cuadro Náyade cerca del agua expuesto en el Salón de París, Puelma espera un gran recibimiento según nos relata la autora Ana Francisca Allamand. Sin embargo, uno de los cuadros que lo acompañó de regreso causó diversas críticas en el entorno chileno, Marchand d'esclaves; en español traducido El mercader de esclavos, conocida popularmente en Chile como La perla del mercader.
Valenzuela Puelma recibió abundantes críticas por este óleo, no por la calidad del cuadro, sino por la temática poco decorosa del mismo. Es menester recordar que el tema del desnudo es inaugurado allí por el pintor por lo que fue el primero en tratar con los conservadores ritos de la sociedad chilena del momento. El pintor se sintió dolido por los ataques que recibió su tela y opuso rechazo a la situación. A partir de ese momento el entorno chileno fue cada vez más duro con él.